# Akeem Springs
Akeem Springs (Waukegan, Illinois, 10 de marzo de 1994) es un baloncestista estadounidense que perrtenece a la plantilla de.  Con 1,93 metros de estatura, juega en la posición de escolta.

## Trayectoria deportiva

### Universidad
Jugó su primera temporada universitaria con los Huskies de la Universidad del Norte de Illinois, en la que promedió 7,7 puntos y 2,9 rebotes por partido. Al finalizar la misma, fue transferido a los Panthers de la Universidad de Milwaukee, donde tras cumplir el año parado que impone la NCAA, disputó dos temporadas, en las que promedió 11,9 puntos y 5,1 rebotes por partido.
Tras graduarse, fue nuevamente transferido, en esta ocasión a los Golden Gophers de la Universidad de Minnesota, Allí jugó su última temporada, promediando 9,5 puntos y 3,0 rebotes.

### Profesional
Tras no ser elegido en el Draft de la NBA de 2017, realizó una prueba con los Canton Charge de la G League, con quienes finalmente firmó en octubre, disputando 16 partidos en los que promedió 4,3 puntos y 1,3 reotes, antes de ser despedido en enero de 2018.
Un mes más tarde fue fichado por los Salt Lake City Stars, también de la G League, con los que acabó la temporada primediando 8,8 puntos y 2,7 rebotes por partido, ganándose la renovación por una temporada más.